# Andrea Ghez
Andrea Mia Ghez (New York, 16 juni 1965) is een Amerikaans astronoom en hoogleraar aan de faculteit Natuurkunde en Astronomie van de UCLA. In 2020 kreeg zij als vierde vrouw de Nobelprijs voor Natuurkunde "voor de ontdekking van een supermassief compact object in het centrum van ons melkwegstelsel". Ze deelde de prijs met Reinhard Genzel en Roger Penrose.

## Biografie
Ghez werd geboren als dochter van Susanne (Gayton) en Gilbert Ghez. Haar vader werd geboren in een Joods gezin in Rome. Zijn familie was  oorspronkelijk afkomstig uit Tunesië en Frankfurt. Haar moeder kwam uit een Iers katholiek gezin uit North Attleborough in Massachusetts.
Ghez groeide op in Chicago en studeerde aan de University of Chicago Lab School. De maanlandingen van het Apollo-programma inspireerden Ghez, waardoor ze de eerste vrouwelijke astronaut wilde worden. Haar moeder steunde haar doel. Haar meest invloedrijke vrouwelijke rolmodel was haar lerares scheikunde op de middelbare school. Ze begon op de universiteit aan een studie wiskunde, maar stapte over op natuurkunde. Ze behaalde een bachelor in natuurkunde aan het Massachusetts Institute of Technology in 1987. In 1992 promoveerde ze bij Gerry Neugebauer aan het California Institute of Technology.

## Carrière
Haar onderzoek sindsdien omvat het gebruik van beeldvormingstechnieken met hoge ruimtelijke resolutie, zoals met het adaptieve optische systeem van de Keck-telescopen. Daarmee bestudeert ze gebieden met stervorming en het superzware zwarte gat in het centrum van de Melkweg, dat bekendstaat als Sagittarius A*. Ze gebruikt de bewegingen van de sterren nabij het centrum van de Melkweg als een soort sonde om dit gebied te onderzoeken. De hoge resolutie van de Keck-telescopen maakt het mogelijk om een aanzienlijke verbetering te bereiken ten opzichte van het eerdere onderzoek naar de beweging van sterren in het centrum van de Melkweg door Reinhard Genzel en zijn groep.
In 2004 werd Ghez gekozen als lid van de Amerikaanse Academy of Sciences. Ze verscheen vele malen in de media, onder andere in documentaires van de BBC, Discovery Channel en The History Channel. In 2006 verscheen zij in de televisieserie Nova van PBS. In 2009 werd zij benoemd tot Science Hero door The My Hero Project. In 2019 werd Ghez verkozen tot Fellow van de American Physical Society.

### Zwart gat (Sagittarius A*)

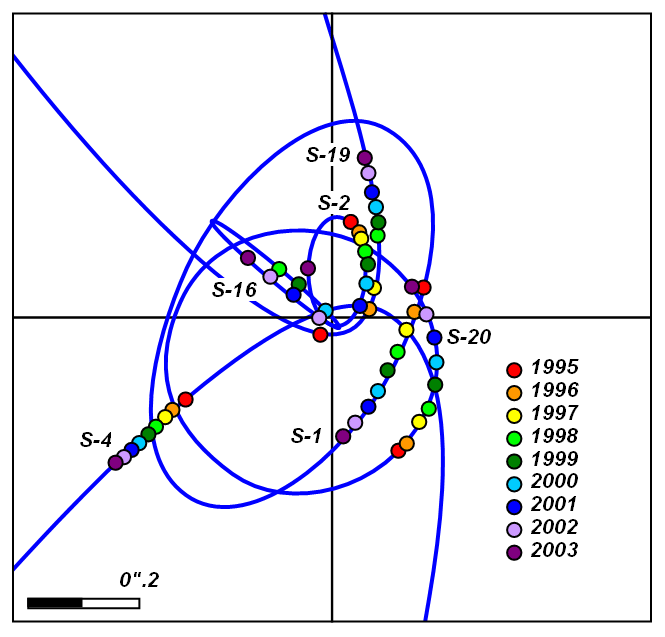
De beweging van verschillende sterren rond Sgr A*

Door het galactisch centrum via het uitgestraalde infrarode licht te bestuderen, konden Ghez en haar collega's door de dichte stofwolken heen kijken die het zichtbare licht blokkeren. Daarmee kon zij beelden laten zien van het centrum van de Melkweg. Dankzij de diameter van het 10 m van de WM Keck-telescoop en het gebruik van adaptieve optica om de turbulentie van de atmosfeer te corrigeren, kregen deze beelden van het galactisch centrum een zeer hoge ruimtelijke resolutie. Daarmee werd het mogelijk om de banen van sterren rond het zwarte gat in het centrum te volgen. Dit zwarte gat staat bekend als Sagittarius A*. Een van de sterren, S2, heeft een complete elliptische baan gemaakt sinds het begin van gedetailleerde waarnemingen in 1995. Er zullen nog tientallen jaren nodig zijn om de banen van sommige van deze sterren volledig te bepalen. Deze metingen kunnen een test zijn voor de algemene relativiteitstheorie. In oktober 2012 werd een tweede ster geïdentificeerd door haar team bij UCLA, S0-102, die eveneens een baan beschrijft om het Galactisch Centrum. Op basis van de derde wet van Kepler heeft het team van Ghez de rondgaande bewegingen van deze sterren gebruikt om aan te tonen dat de massa van Sagittarius A* 4,1 ± 0,6 miljoen zonsmassa's bedraagt. Omdat het galactische centrum (waar dit zwarte gat zich bevindt) honderd keer dichterbij is dan M31 (waar het twee na dichtstbijzijnde bekende superzware zwarte gat zich bevindt), is dit een van de best gedemonstreerde gevallen van het bestaan van een superzwaar zwart gat.
In 2020 ontving Ghez de Nobelprijs voor natuurkunde samen met Roger Penrose en Reinhard Genzel voor hun ontdekkingen in relatie tot zwarte gaten.

## Privéleven
Ghez is getrouwd met Tom LaTourrette, een geoloog en onderzoeker bij de RAND Corporation. Ze hebben twee zonen.

## Onderscheidingen
- Annie J. Cannon Award in Astronomy (1994)
- Packard Fellowship award (1996)
- Newton Lacy Pierce-prijs voor astronomie van de American Astronomical Society (1998)
- Maria Goeppert-Mayer Award van de American Physical Society (1999)
- Sackler Prize (2004)
- Gold Shield Faculty Prize voor academische excellentie (2004)
- Marc Aaronson Memorial Lectureship (2007)
- MacArthur Fellowship (2008)
- Crafoord-prijs voor sterrenkunde (2012) van de Koninklijke Zweedse Academie van Wetenschappen
- Royal Society Bakerian Medal (2015)
- Eredoctoraat aan de Universiteit van Oxford (2019)
- Verkozen tot Legacy Fellow van de American Astronomical Society in 2020
- Nobelprijs voor natuurkunde (2020)

## Publicaties (Selectie)
- (en) Ghez, Andrea M.  (november 1993). The Multiplicity of T Tauri Stars in the Taurus-Auriga & Ophiuchus-Scorpius Star Forming Regions: A 2.2 micron Imaging Survey. Gearchiveerd op 2 maart 2021. Astronomical Journal  106: 2005–2023. DOI:10.1086/116782.
- (en) Ghez, Andrea M.  (1997). High Spatial Resolution Imaging of Pre-Main Sequence Binary Stars: Resolving the Relationship Between Disks and Close Companions. Astrophysical Journal  490 (1): 353–367. DOI:10.1086/304856.
- (en) Ghez, Andrea M.  (1998). High Proper Motions in the Vicinity of Sgr A*: Evidence for a Massive Central Black Hole. Astrophysical Journal  509 (2): 678–686. DOI:10.1086/306528.
- (en) Ghez, A. M.  (2000). The Accelerations of Stars Orbiting the Milky Way's Central Black Hole. Nature  407 (6802): 349–351. PMID: 11014184. DOI:10.1038/35030032.
- (en) Ghez, A. M.  (1 januari 2003). The First Measurement of Spectral Lines in a Short-Period Star Bound to the Galaxy's Central Black Hole: A Paradox of Youth. Astrophysical Journal Letters  586 (2): L127. DOI:10.1086/374804.
- (en) Ghez, A. M.  (1 januari 2008). Measuring Distance and Properties of the Milky Way's Central Supermassive Black Hole with Stellar Orbits. Astrophysical Journal  689 (2): 1044–1062. DOI:10.1086/592738.